# Liste der ägyptischen Botschafter in Osttimor

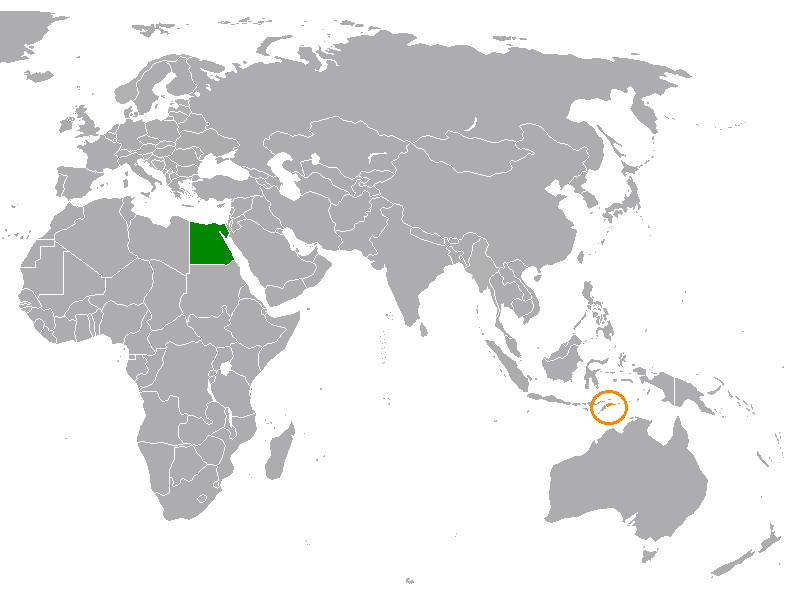
Ägypten (grün) und Osttimor (orange)

Diese Liste führt die ägyptischen Botschafter in Osttimor auf.

## Hintergrund

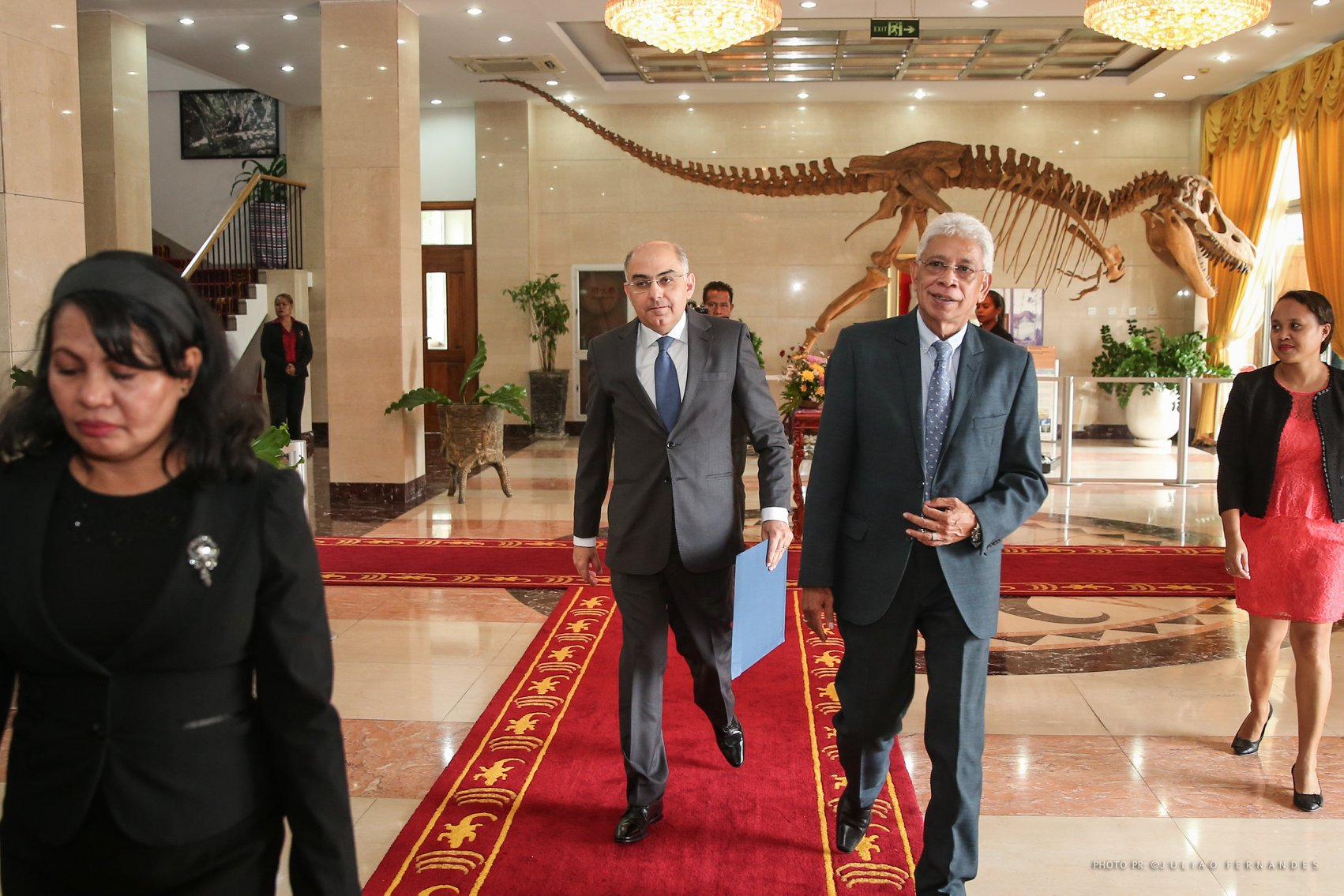
Botschafter Ashraf Mohamed Moguib Sultan im Präsidentenpalast Osttimors (2020)

Ägypten und Osttimor nahmen im April 2006 diplomatische Beziehungen auf. Der Botschafter Ägyptens hat seinen Sitz im indonesischen Jakarta. Er ist auch der ständige Vertreter seines Landes bei den ASEAN.

## Liste der Botschafter
| Foto    | Name                         | Amtszeit       | Anmerkungen                      |
| Ägypten | Ägypten                      | Ägypten        | Ägypten                          |
| ------- | ---------------------------- | -------------- | -------------------------------- |
|         | ?                            |                |                                  |
|         | Ahmed Amr Ahmed Moawad       | 2016–2019      | Akkreditierung: 2016             |
|         | Ashraf Mohamed Moguib Sultan | seit 2020–2023 | Akkreditierung: 20. Februar 2020 |
|         | Yasser Hassan Farag Elshemy  | seit 2024      | Akkreditierung: 19. Februar 2024 |